# Bez prava na ošibku
Bez prava na ošibku (Без права на ошибку) è un film del 1975 diretto da Aleksandr Michajlovič Fajncimmer.

## Trama
Un giovane operaio è accusato di omicidio premeditato. Contrariamente alle prove e alle testimonianze, l'imputato nega categoricamente qualsiasi coinvolgimento nel crimine. Nel corso del processo emergono improvvisamente dettagli che contraddicono la logica dell'indagine. Il giudice interrompe la seduta e riprende le indagini.